# 維爾利察站
維爾利察站（羅馬化：Vyrlytsia,  （ⓘ））是基輔地鐵瑟雷茨-佩切拉線的一個車站，開通於2006年3月4日。維爾利察站在2003年決定修建，以服務新市區。